# 인도말레이연필꼬리나무쥐
인도말레이연필꼬리나무쥐(Chiropodomys gliroides)는 쥐과에 속하는 설치류의 일종이다. 인도 북동부와 중국 남부(하이난성 포함), 미얀마, 태국, 라오스, 캄보디아, 베트남, 말레이반도, 인도네시아(자와섬, 수마트라섬, 믄타와이 제도, 일부 기타 섬)에서 발견된다. 지역적으로 풍부하지만 파편적으로 분포하며, 특정 숲 지역에 국한되지 않고 일차림과 이차림에서 발견된다. 삼림 파괴로 위협을 받으며, 사냥되기도 한다.